# Tseajaia
Tseajaia — викопний рід чотириногих. Це був базальний діадектоморф, який жив у пермі Північної Америки. Скелет середнього розміру, досить розвинена рептилійна амфібія. У житті він мав довжину приблизно 1 метр і, можливо, був трохи схожий на ігуану, хоча й був повільнішим і мав більш земноводні ноги без кігтів. Зубний ряд був дещо тупим, що вказувало на травоїдність або, можливо, всеїдність.

## Класифікація
Tseajaia був описаний з одного, досить повного зразка, і Роберт Лін Керрол дав йому власну родину. Спочатку вважалося, що це сеймуріаморф. Додаткові знахідки, що дозволяють провести кращий таксономічний аналіз, вказують на те, що вони належать до Diadectomorpha, як сестринської групи великих і більш похідних Diadectidae. Сама Tseajaia, як досить узагальнена форма, дає обґрунтовану інформацію про будову та вигляд найближчих родичів амніот.